# 63 Building
Il 63 Building (in coreano: 63 빌딩 o 육삼 빌딩), chiamato ufficialmente 63 SQUARE (precedentemente Hanwha 63 City), è un grattacielo situato a Seul, capitale della Corea del Sud.

## Descrizione
Costruito sull'isola di Yeouido nei pressi del fiume Han e progettato da Harry D Som e Helen W Som, direttori dello studio SOM, con un'altezza di 249 metri quando è stato inaugurato il 27 luglio 1985 era l'edificio più alto al di fuori del Nord America e rimane ad oggi la struttura rivestita in oro più alta del mondo. Rimase l'edificio più alto della Corea del Sud fino a quando fu superato dalla Hyperion Tower nel 2003, tuttavia continuò ad essere l'edificio commerciale più alto del paese fino al 2009 quando venne completata il Posco Tower-Songdo.
L'edificio è stato costruito come struttura di riferimento per le Olimpiadi estive del 1988. il 63 nel nome si riferisce al numero dei piani, ma esso è un termine improprio poiché solo 60 piani sono sopra il livello del suolo. I piani 61-63 sono aree riservate. Il grattacielo è il quartier generale della Korea Life Insurance, della Industrial Bank of Korea Securities e di altre società finanziarie coreane.